# Gheorghe Caragață
Gheorghe (Giorgio) Caragață (n. 28 octombrie 1907, Corbasca, fostul județ Tecuci, în prezent județul Bacău – d. 9 octombrie 1978, Florența, Italia) a fost un lingvist român, profesor la Universitatea din Florența.

## Date biografice
Urmează studiile liceale la Tecuci. Din studiază filologie modernă la Facultatea de Litere și Filosofie a Universității din Iași, avându-i profesori pe Alexandru Philippide, Iorgu Iordan, Giorge Pascu, Dimitrie Găzdaru și Garabet Ibrăileanu. Este trimis de Iorgu Iordan ca bursier al Statului la Școala Română din Roma, unde lucrează sub îndrumarea romanistului Giulio Bertoni (1878-1942). În anul 1935 își susține teza de doctorat Pluralele românești și italienești în "-ora", sub conducerea lui Giulio Bertoni.
Devine lector la Universitatea din Florența, recomandat de Giulio Bertoni și Claudiu Isopescu, cel care a întemeiat studiile de limbă română în învățământul superior din Italia. Gheorghe Caragață activează ca profesor la această universitate timp de 44 de ani, până la moarte. După aprecierea lui Lorenzo Renzi (Padova), Gheorghe Caragață „a ținut sus flacăra românisticii în Italia vreme de mai bine de trei decenii”.
În paralel cu bogata activitate didactică, publică lucrări în domeniul lingvisticii române și romanice, făcând și anchete în teren pe teritoriul Italiei. Frecventează Circolo linguistico fiorentino, înființat după război, unde prezintă peste 30 de comunicări privind limba și literatura română.
În 1958 ia poziție față de teza sovietică privind existența unei limbi moldovenești, publicând în italiană broșura Câteva documente cu privire la unitatea limbii române.
Este membru fondator al Societății Academice Române, academia românilor din exilul anticomunist, înființată în Italia după război.
Importanta sa teză de doctorat a servit în cercetările lingvistice din România de după 1947; dar din cauza statutului său de exilat politic, contribuția sa a fost folosită fără a fi citată.

## Opera
- Pluralele românești și italienești în -ora (în Buletinul Institutului de Filologie Română „A. Philippide”, III, 1936),  Arhivat în 2 februarie 2019, la Wayback Machine.
- Formele de salutare în limba română (în Buletinul Institutului de Filologie Română „A. Philippide”, VI, 1939),  Arhivat în 2 februarie 2019, la Wayback Machine..
- Breve sguardo sullo sviluppo della letteratura romena, Roma: Istituto per l'Europa Orientale, 1943.
- La distribuzione odierna delle lingue italiana e tedesca nell'Alto Adige in base ai censimenti 1890-1939, Firenze : Istituto geografico militare, 1945.
- Letteratura romena, estratto dalla storia delle letterature moderne d’Europa e d’America, Milano: Casa Editrice dr. Francesco Vallardi, 1959.
- Sul romeno 'dunăre', Firenze: Leo S. Olschki, 1970.